# Phare de Burnham-on-Sea High
Le phare de Burnham-on-Sea High était l'un des trois phares de Burnham-on-Sea dans le comté de Somerset en Angleterre. Il a été désaffecté en 1996 et il est devenu une habitation privée.
Ce phare a été géré par la Trinity House Lighthouse Service de Londres, l'organisation de l'aide maritime des côtes de l'Angleterre.
Il est maintenant protégé en tant que monument classé du Royaume-Uni de Grade II depuis mai 1985.

## Histoire
Burnham-on-Sea se distingue par sa plage et ses vasières, caractéristique de la Bridgwater Bay (en), site d'intérêt scientifique particulier, et du reste du canal de Bristol où la marée peut reculer jusqu'à 1,5 milles (2,4 km). Burnham est proche de l'estuaire de la rivière Parrett qui s'écoule dans le canal de Bristol, et possède la deuxième plage où la marée est la plus élevée dans le monde avec 15 mètres de différence. La première est la baie de Fundy dans l'est du Canada. Les sables, en constante évolution, ont toujours été un risque important pour la navigation dans la région.
La tour de 30 mètres de haut a été conçue et construite par Joseph Nelson pour Trinity House, dans les années 1830. Elle était équipée d'une lampe à paraffine qui émettait par la fenêtre de la demi-galerie. Cette lumière a été utilisée en conjonction avec la lumière basse du phare de Burnham-on-Sea Low, qui fonctionne encore, et qui avait remplacé le premier phare de Round Tower, qui a lui-même été construit pour remplacer la lumière qui brûle dans le Phare de l'église St Andrew pour guider les bateaux de pêche dans le port.
Le rez-de-chaussée avait 5 mètres de diamètre et la pièce supérieure 3 mètres. Le phare a été automatisé en 1920.
Dans les années 1990, il a été désactivé et vendu par Trinity House à un membre de la famille Rothschild. La bande rouge peinte sur le bâtiment blanc est toujours utilisée comme uun repère de jour.
La famille Rothschild l'a détenu jusqu'en 1996 quand il a été racheté aux enchères par Patrick O'Hagan. La conversion à usage résidentiel comprenait l'a suppression du 6e étage et la construction des escaliers où il n'y avait auparavant que des échelles.
Identifiant : ARLHS : ENG-018 .

### Lien connexe
- Liste des phares en Angleterre